# Фабрісіо Нейс
Фабрісіо Нейс (порт. Fabrício Neis; нар. 15 червня 1990) — колишній бразильський тенісист.
Найвищу одиночну позицію світового рейтингу — 449 місце досяг 13 травня 2013, парну — 96 місце — 3 жовтня 2016 року.
Здобув 11 парних титулів.

## Фінали челленджерів і ф'ючерсів

### Одиночний розряд: 5 (2–3)
| Легенда (одиночний розряд) |
| -------------------------- |
| Тур ATP Челленджер (0–0)   |
| Тур ITF Ф'ючерс (2–3)      |

| Титули за покриттям |
| ------------------- |
| Тверде (0–0)        |
| Ґрунт (2–3)         |
| Трава (0–0)         |
| Килим (0–0)         |

| Результат | В-П | Дата     | Турнір                      | Рівень  | Покриття | Суперник               | Рахунок            |
| --------- | --- | -------- | --------------------------- | ------- | -------- | ---------------------- | ------------------ |
| Поразка   | 0–1 | Вер 2011 | Бразилія F29, Arapongas     | Ф'ючерс | Ґрунт    | Хуан-Мануель Вальверде | 4–6, 3–6           |
| Поразка   | 0–2 | Чер 2012 | Бразилія F14, Форталеза     | Ф'ючерс | Ґрунт    | Леонарду Кірше         | 4–6, 7–6(7–5), 5–7 |
| Перемога  | 1–2 | Вер 2013 | Бразилія F8, Кашіас-ду-Сул  | Ф'ючерс | Ґрунт    | Педру Сакамото         | 6–2, 6–2           |
| Поразка   | 1–3 | Жов 2013 | Бразилія F11, Гоянія        | Ф'ючерс | Ґрунт    | Даніел Дутра да Сілва  | 3–6, 4–6           |
| Перемога  | 2–3 | Лис 2014 | Бразилія F15, Фос-ду-Ігуасу | Ф'ючерс | Ґрунт    | Рафаель Матос          | 6–3, 7–5           |

### Парний розряд: 78 (46–32)
| Легенда (парний розряд)    |
| -------------------------- |
| Тур ATP Челленджер (11–17) |
| Тур ITF Ф'ючерс (35–15)    |

| Титули за покриттям |
| ------------------- |
| Тверде (2–2)        |
| Ґрунт (44–30)       |
| Трава (0–0)         |
| Килим (0–0)         |

| Результат | В-П   | Дата     | Турнір                              | Рівень     | Покриття  | Партнер                   | Суперники                                            | Рахунок                |
| --------- | ----- | -------- | ----------------------------------- | ---------- | --------- | ------------------------- | ---------------------------------------------------- | ---------------------- |
| Перемога  | 1–0   | Чер 2009 | Бразилія F8, Divinópolis            | Ф'ючерс    | Ґрунт     | Тіагу Лопес               | Марсело Демолінер Родрігу Гідолін                    | 7–6(7–3), 7–6(7–3)     |
| Перемога  | 2–0   | Жов 2009 | Бразилія F21, Іту                   | Ф'ючерс    | Ґрунт     | Рафаел Камілу             | Жоао Віктор Коста Данілу Феррас                      | 6–3, 6–3               |
| Поразка   | 2–1   | Жов 2009 | Бразилія F24, São Leopoldo          | Ф'ючерс    | Ґрунт     | Хуан-Пабло Амадо          | Гонсалу Фалкау Дієгу Матуш                           | 6–4, 3–6, [7–10]       |
| Перемога  | 3–1   | Лис 2009 | Бразилія F26, Порту-Алегрі          | Ф'ючерс    | Ґрунт     | Родрігу Гідолін           | Дієгу Матуш Рікарду Сіггіа                           | 6–4, 6–3               |
| Поразка   | 3–2   | Гру 2009 | Бразилія F30, Фос-ду-Ігуасу         | Ф'ючерс    | Ґрунт     | Рафаел Камілу             | Александре Бонатту Родрігу Гідолін                   | 4–6, 1–6               |
| Поразка   | 3–3   | Гру 2009 | Бразилія F31, Araçatuba             | Ф'ючерс    | Ґрунт     | Родрігу Гідолін           | Дієгу Матуш Андре Мієле                              | 4–6, 4–6               |
| Поразка   | 3–4   | Кві 2010 | Бразилія F1, Санта-Марія            | Ф'ючерс    | Ґрунт     | Рафаел Камілу             | Густаву Жункейра де Андраде Талес Туріні             | 2–6, 1–6               |
| Поразка   | 3–5   | Лип 2010 | Бразилія F15, Гуарульюс             | Ф'ючерс    | Ґрунт     | Рафаел Камілу             | Марсело Демолінер Родрігу Гідолін                    | 4–6, 3–6               |
| Перемога  | 4–5   | Вер 2010 | Бразилія F22, Сан-Жозе-ду-Ріу-Прету | Ф'ючерс    | Ґрунт     | Рафаел Камілу             | Хуан-Пабло Амадо Родрігу-Антоніу Гріллі              | 6–1, 6–3               |
| Поразка   | 4–6   | Вер 2010 | Бразилія F24, Ресіфі                | Ф'ючерс    | Ґрунт (i) | Дієгу Матуш               | Хуан-Пабло Амадо Рікарду Сіггіа                      | 5–7, 6–2, [9–11]       |
| Поразка   | 4–7   | Жов 2010 | Бразилія F27, Салвадор              | Ф'ючерс    | Тверде    | Фернандо Ромболі          | Теодорос Ангелінос Дієгу Матуш                       | 3–6, 6–7(5–7)          |
| Перемога  | 5–7   | Жов 2010 | Бразилія F28, Fernandópolis         | Ф'ючерс    | Ґрунт     | Крістіан Лінделл          | Тьягу Фернандіс Бруну Семензату                      | w/o                    |
| Поразка   | 5–8   | Жов 2010 | Бразилія F29, São Leopoldo          | Ф'ючерс    | Ґрунт     | Жозе Перейра              | Фернандо Ромболі Ніколас Сантос                      | 4–6, 2–6               |
| Поразка   | 5–9   | Лип 2011 | Бразилія F21, Куритиба              | Ф'ючерс    | Ґрунт     | Габрієл Вісентіні Перейра | Тіагу Лопес Андре Мієле                              | 3–6, 7–6(8–6), [9–11]  |
| Поразка   | 5–10  | Вер 2011 | Кампінас, Бразилія                  | Челленджер | Ґрунт     | Жуан Педру Соржі          | Марсель Фельдер Кайо Замп'єрі                        | 5–7, 4–6               |
| Перемога  | 6–10  | Жов 2011 | Бразилія F34, Fernandópolis         | Ф'ючерс    | Ґрунт     | Раоні Карвалю             | Дієго Ідальго Вілсон Лейте                           | 6–2, 7–6(7–5)          |
| Перемога  | 7–10  | Лют 2012 | Бразилія F7, Лажис                  | Ф'ючерс    | Ґрунт     | Мартін Куевас             | Віктор Майнард Жуан Педру Соржі                      | 6–3, 6–3               |
| Поразка   | 7–11  | Тра 2012 | Бразилія F9, Гоянія                 | Ф'ючерс    | Ґрунт     | Жозе Перейра              | Ніколас Сантос Рікарду Сіггіа                        | 3–6, 6–7(6–8)          |
| Поразка   | 7–12  | Тра 2012 | Бразилія F10, Манаус                | Ф'ючерс    | Ґрунт (i) | Жозе Перейра              | Гільєрме Клезар Андреа Колларіні                     | 6–7(7–9), 6–3, [5–10]  |
| Перемога  | 8–12  | Чер 2012 | Бразилія F14, Форталеза             | Ф'ючерс    | Ґрунт     | Андре Мієле               | Максіміліано Естевес Леонарду Кірше                  | 6–3, 6–7(3–7), [10–7]  |
| Перемога  | 9–12  | Лип 2012 | Бразилія F18, Пелотас               | Ф'ючерс    | Ґрунт     | Талес Туріні              | Дієгу Матуш Жозе Перейра                             | 6–4, 6–2               |
| Перемога  | 10–12 | Вер 2012 | Бразилія F23, Жуїз-ді-Фора          | Ф'ючерс    | Ґрунт     | Фабіано де Паула          | Гільєрме Клезар Тіагу Лопес                          | 6–2, 7–5               |
| Перемога  | 11–12 | Вер 2012 | Бразилія F27, Белен (Бразилія)      | Ф'ючерс    | Тверде    | Гільєрме Клезар           | Ніколас Сантос Жуан Педру Соржі                      | 6–0, 7–6(8–6)          |
| Перемога  | 12–12 | Лис 2012 | Бразилія F32, Порту-Алегрі          | Ф'ючерс    | Ґрунт     | Талес Туріні              | Андре Мієле Кайо Замп'єрі                            | 6–4, 7–6(7–4)          |
| Перемога  | 13–12 | Лис 2012 | Бразилія F30, Lins                  | Ф'ючерс    | Ґрунт     | Гільєрме Клезар           | Родрігу-Антоніу Гріллі Дієгу Матуш                   | 6–4, 6–7(5–7), [10–7]  |
| Перемога  | 14–12 | Лис 2012 | Бразилія F34, Фос-ду-Ігуасу         | Ф'ючерс    | Ґрунт     | Ніколас Сантос            | Патрісіо Ерас Дієгу Матуш                            | 6–4, 6–3               |
| Перемога  | 15–12 | Гру 2012 | Бразилія F35, Грамаду               | Ф'ючерс    | Тверде    | Ніколас Сантос            | Марсело Демолінер Кайо Замп'єрі                      | 5–7, 6–4, [10–4]       |
| Поразка   | 15–13 | Гру 2012 | Бразилія F36, Порту-Алегрі          | Ф'ючерс    | Ґрунт     | Ніколас Сантос            | Аугусто Ларанжа Каю Сілва                            | 6–3, 4–6, [10–12]      |
| Поразка   | 15–14 | Кві 2013 | Ітажаї, Бразилія                    | Челленджер | Ґрунт     | Гільєрме Клезар           | Джеймс Дакворт П'єр-Юг Ербер                         | 5–7, 2–6               |
| Перемога  | 16–14 | Кві 2013 | Чилі F2, Сантьяго                   | Ф'ючерс    | Ґрунт     | Едуарду Дішінгер          | Гільєрмо Рівера Арангіс Крістобаль Сааведра Корвалан | 2–6, 6–2, [10–3]       |
| Поразка   | 16–15 | Сер 2013 | Бразилія F3, Порту-Велью            | Ф'ючерс    | Тверде    | Ніколас Сантос            | Жозе Перейра Алешандрі Цушія                         | 6–7(5–7), 2–6          |
| Перемога  | 17–15 | Вер 2013 | Бразилія F8, Кашіас-ду-Сул          | Ф'ючерс    | Ґрунт     | Жуан Педру Соржі          | Жоао Менезіс Евалду Нету                             | 6–3, 3–6, [10–6]       |
| Перемога  | 18–15 | Жов 2013 | Бразилія F11, Гоянія                | Ф'ючерс    | Ґрунт     | Кайо Замп'єрі             | Charles Costa Idio Escobar                           | 6–3, 7–6(7–5)          |
| Перемога  | 19–15 | Лис 2013 | Бразилія F14, Порту-Алегрі          | Ф'ючерс    | Ґрунт     | Кайо Замп'єрі             | Оскар Жозе Гутьєррес Осні Жуніор                     | 6–0, 6–1               |
| Перемога  | 20–15 | Гру 2013 | Бразилія F19, Порту-Алегрі          | Ф'ючерс    | Ґрунт     | Рафаел Камілу             | Жозе Перейра Алешандрі Цушія                         | 6–4, 7–6(7–4)          |
| Перемога  | 21–15 | Бер 2014 | Перу F1, Ліма                       | Ф'ючерс    | Ґрунт     | Мартін Куевас             | Фабіано де Паула Гастон-Артуро Грімоліцці            | 6–7(4–7), 6–2, [10–2]  |
| Перемога  | 22–15 | Чер 2014 | Італія F20, Бусто-Арсіціо           | Ф'ючерс    | Ґрунт     | Педру Сакамото            | Секу Банґура Даніел Дутра да Сілва                   | 4–6, 6–1, [10–8]       |
| Перемога  | 23–15 | Сер 2014 | Бразилія F7, Сан-Жозе-ду-Ріу-Прету  | Ф'ючерс    | Ґрунт     | Рафаель Матос             | Хорхе Агілар Ніколас Джаррі                          | 5–7, 6–1, [10–6]       |
| Перемога  | 24–15 | Вер 2014 | Перу F5, Ліма                       | Ф'ючерс    | Ґрунт     | Алешандрі Цушія           | Аугусто Ларанжа Ніколас Сантос                       | 1–6, 6–3, [10–5]       |
| Перемога  | 25–15 | Вер 2014 | Перу F6, Ліма                       | Ф'ючерс    | Ґрунт     | Алешандрі Цушія           | Девін Мак-Карті Родріго Санчес                       | 7–5, 6–4               |
| Поразка   | 25–16 | Вер 2014 | Кампінас, Бразилія                  | Челленджер | Ґрунт     | Андре Гем                 | Факундо Баньїс Дієго Шварцман                        | 6–7(4–7), 7–5, [7–10]  |
| Перемога  | 26–16 | Жов 2014 | Чилі F4, Сантьяго                   | Ф'ючерс    | Ґрунт     | Жозе Перейра              | Крістобаль Сааведра Корвалан Рікардо Урсуа Рівера    | 6–1, 6–1               |
| Перемога  | 27–16 | Жов 2014 | Чилі F5, Кокімбо                    | Ф'ючерс    | Ґрунт     | Жозе Перейра              | Віктор Нуньєс Ганс Подліпнік Кастільйо               | 5–7, 6–2, [13–11]      |
| Поразка   | 27–17 | Лис 2014 | Бразилія F11, Порту-Алегрі          | Ф'ючерс    | Ґрунт     | Вілсон Лейте              | Фернандо Ромболі Кайо Замп'єрі                       | 6–4, 3–6, [3–10]       |
| Перемога  | 28–17 | Лис 2014 | Бразилія F13, Санта-Марія           | Ф'ючерс    | Ґрунт     | Фабіано де Паула          | Алекс Блуменберг Леонарду Сівіта-Теллес              | 6–1, 6–4               |
| Перемога  | 29–17 | Лис 2014 | Бразилія F15, Фос-ду-Ігуасу         | Ф'ючерс    | Ґрунт     | Фернандо Ромболі          | Матіас Родольфо Бучасс Томас Іріарте                 | 7–6(7–3), 6–3          |
| Перемога  | 30–17 | Гру 2014 | Бразилія F16, Сан-Жозе-дус-Кампус   | Ф'ючерс    | Ґрунт     | Каю Сілва                 | Рікардо Хосевар Тіагу Лопес                          | 6–1, 7–5               |
| Поразка   | 30–18 | Кві 2015 | Чилі F3, Сантьяго                   | Ф'ючерс    | Ґрунт     | Ніколас Кікер             | Хорхе Агілар Ганс Подліпнік Кастільйо                | 6–7(4–7), 7–5, [4–10]  |
| Перемога  | 31–18 | Тра 2015 | Хорватія F10, Бол                   | Ф'ючерс    | Ґрунт     | Едуарду Дішінгер          | Маверік Бейнс Ґевін ван Пеперзіл                     | 6–4, 7–5               |
| Перемога  | 32–18 | Тра 2015 | Хорватія F11, Бол                   | Ф'ючерс    | Ґрунт     | Едуарду Дішінгер          | Маверік Бейнс Ґевін ван Пеперзіл                     | 6–2, 7–5               |
| Перемога  | 33–18 | Чер 2015 | Бельгія F3, Havré                   | Ф'ючерс    | Ґрунт     | Дейтон Бауман             | Сандер Жіє Йоран Вліґен                              | 2–6, 6–4, [10–2]       |
| Перемога  | 34–18 | Лип 2015 | Нідерланди F3, Мідделбург           | Ф'ючерс    | Ґрунт     | Маверік Бейнс             | Нілс Лотсма Бой Вестергоф                            | 6–4, 6–4               |
| Перемога  | 35–18 | Сер 2015 | Бразилія F5, Сан-Жозе-ду-Ріу-Прету  | Ф'ючерс    | Ґрунт     | Жуан Педру Соржі          | Андре Мієле Алешандрі Цушія                          | 3–6, 6–4, [12–10]      |
| Поразка   | 35–19 | Вер 2015 | Кампінас, Бразилія                  | Челленджер | Ґрунт     | Гільєрме Клезар           | Андрес Мольтені Ганс Подліпнік Кастільйо             | 6–3, 2–6, [0–10]       |
| Поразка   | 35–20 | Лис 2015 | Гуаякіль, Еквадор                   | Челленджер | Ґрунт     | Гаштан Еліаш              | Гільєрмо Дюран Андрес Мольтені                       | 3–6, 4–6               |
| Перемога  | 36–20 | Кві 2016 | Сан-Паулу, Бразилія                 | Челленджер | Ґрунт     | Кайо Замп'єрі             | Жозе Перейра Алешандрі Цушія                         | 6–4, 7–6(7–3)          |
| Перемога  | 37–20 | Тра 2016 | Mestre, Італія                      | Челленджер | Ґрунт     | Кайо Замп'єрі             | Кевін Кравіц Діно Маркан                             | 7–6(7–3), 4–6, [12–10] |
| Поразка   | 37–21 | Тра 2016 | Віченца, Італія                     | Челленджер | Ґрунт     | Гаштан Еліаш              | Андрій Голубєв Нікола Мектич                         | 3–6, 3–6               |
| Поразка   | 37–22 | Чер 2016 | Перуджа, Італія                     | Челленджер | Ґрунт     | Ніколас Баррієнтос        | Андрес Мольтені Рожеріу Дутра Сілва                  | 5–7, 3–6               |
| Перемога  | 38–22 | Лип 2016 | Тоді, Італія                        | Челленджер | Ґрунт     | Марсело Демолінер         | Сальваторе Карузо Алессандро Джаннессі               | 6–1, 3–6, [10–5]       |
| Поразка   | 38–23 | Вер 2016 | Куритиба, Бразилія                  | Челленджер | Ґрунт     | Андре Гем                 | Рубен Рамірес Ідальго Пере Ріба                      | 7–6(7–3), 4–6, [7–10]  |
| Поразка   | 38–24 | Вер 2016 | Сантус, Бразилія                    | Челленджер | Ґрунт     | Рожеріу Дутра Сілва       | Максімо Гонсалес Серхіо Гальдос                      | 3–6, 7–5, [12–14]      |
| Поразка   | 38–25 | Чер 2017 | Блуа, Франція                       | Челленджер | Ґрунт     | Максімо Гонсалес          | Сандер Жіє Йоран Вліґен                              | 6–3, 3–6, [7–10]       |
| Перемога  | 39–25 | Лип 2017 | Марбург, Німеччина                  | Челленджер | Ґрунт     | Максімо Гонсалес          | Раміз Джунейд Руан Рулофсе                           | 6–3, 7–6(7–4)          |
| Поразка   | 39–26 | Лип 2017 | Перуджа, Італія                     | Челленджер | Ґрунт     | Ніколас Кікер             | Сальваторе Карузо Жонатан Ейссерік                   | 3–6, 3–6               |
| Перемога  | 40–26 | Жов 2017 | Кампінас, Бразилія                  | Челленджер | Ґрунт     | Максімо Гонсалес          | Гаштан Еліаш Жозе Перейра                            | 6–1, 6–1               |
| Поразка   | 40–27 | Жов 2017 | Буенос-Айрес, Аргентина             | Челленджер | Ґрунт     | Максімо Гонсалес          | Аріель Беар Фабіано де Паула                         | 6–7(3–7), 7–5, [8–10]  |
| Поразка   | 40–28 | Жов 2017 | Калі, Колумбія                      | Челленджер | Ґрунт     | Серхіо Гальдос            | Марсело Аревало Мігель Ангел Реєс-Варела             | 3–6, 4–6               |
| Перемога  | 41–28 | Лис 2017 | Ріо-де-Жанейро, Бразилія            | Челленджер | Ґрунт     | Максімо Гонсалес          | Марсело Аревало Мігель Ангел Реєс-Варела             | 5–7, 6–4, [10–4]       |
| Поразка   | 41–29 | Чер 2018 | Віченца, Італія                     | Челленджер | Ґрунт     | Факундо Баньїс            | Аріель Беар Енріке Лопес Перес                       | 2–6, 4–6               |
| Перемога  | 42–29 | Чер 2018 | Блуа, Франція                       | Челленджер | Ґрунт     | Давід Веґа Ернандес       | Сє Чженбен Раміз Джунейд                             | 7–6(7–4), 6–1          |
| Перемога  | 43–29 | Лип 2018 | Марбург, Німеччина                  | Челленджер | Ґрунт     | Давід Веґа Ернандес       | Генрі Лааксонен Лука Марґаролі                       | 4–6, 6–4, [10–8]       |
| Перемога  | 44–29 | Вер 2018 | Б'єлла, Італія                      | Челленджер | Ґрунт     | Давід Веґа Ернандес       | Раміз Джунейд Пурав Раджа                            | 6–4, 6–4               |
| Поразка   | 44–30 | Лис 2018 | Гуаякіль, Еквадор                   | Челленджер | Ґрунт     | Тьяго Монтейро            | Гільєрмо Дюран Роберто Кірос                         | 3–6, 2–6               |
| Перемога  | 45–30 | Тра 2019 | Брага, Португалія                   | Челленджер | Ґрунт     | Герард Гранольєрс         | Кіммер Коппеянс Зденек Коларж                        | 6–4, 6–3               |
| Поразка   | 45–31 | Чер 2019 | Віченца, Італія                     | Челленджер | Ґрунт     | Фернандо Ромболі          | Гонсалу Олівейра Андрій Василевський                 | 3–6, 4–6               |
| Перемога  | 46–31 | Сер 2019 | Манербіо, Італія                    | Челленджер | Ґрунт     | Фернандо Ромболі          | Садіо Думбія Фаб'єн Ребуль                           | 6–4, 7–6(7–4)          |
| Поразка   | 46–32 | Вер 2019 | Комо, Італія                        | Челленджер | Ґрунт     | Педро Соуза               | Андре Бегеманн Флорін Мерджа                         | 7–5, 5–7, [12–14]      |